# Xã Gail Lake, Quận Crow Wing, Minnesota
Xã Gail Lake (tiếng Anh: Gail Lake Township) là một xã thuộc quận Crow Wing, tiểu bang Minnesota, Hoa Kỳ. Năm 2010, dân số của xã này là 97 người.